# Veronica vrij
Veronica vrij is een nummer van Ben Cramer uit 1973.
Het lied is een bewerking van zijn eerder uitgebrachte single Vrede dat werd geschreven door Pierre Kartner. Het werd tot Alarmschijf gekozen en stond zes weken in de Nederlandse Top 40, met als hoogste positie de veertiende plaats. Veronica vrij gaat over het nieuwsfeit dat de piratenzender Radio Veronica in 1973 niet langer van de Nederlandse regering vanaf de Noordzee mocht uitzenden. 